# Chrysoexorista fulgoris
Chrysoexorista fulgoris är en tvåvingeart som först beskrevs av Sellers 1943.  Chrysoexorista fulgoris ingår i släktet Chrysoexorista och familjen parasitflugor.
Artens utbredningsområde är New Mexico. Inga underarter finns listade i Catalogue of Life.